# Schöpfung

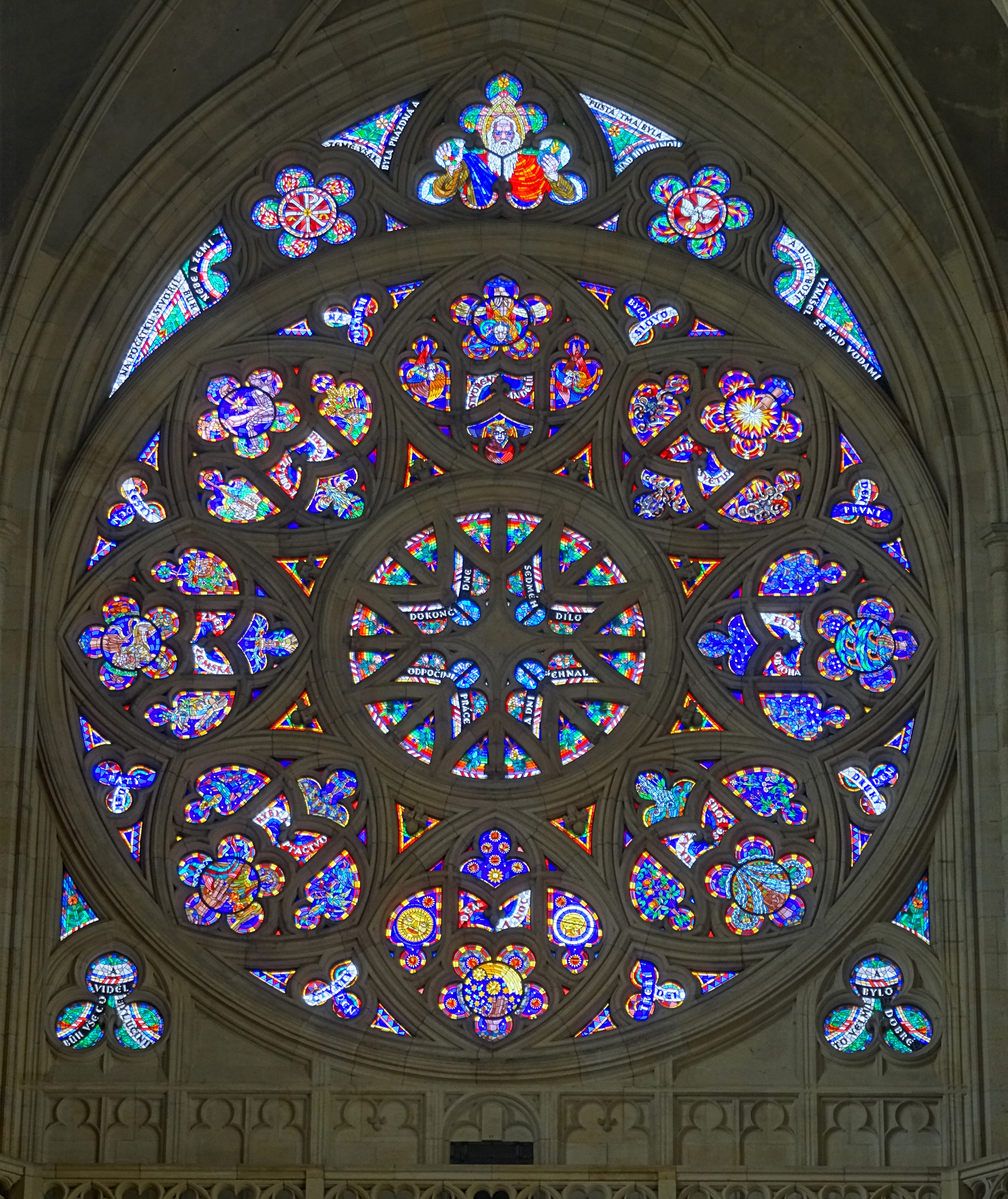
Fensterrosette im Prager Veitsdom „Erschaffung der Welt“ (annotiert)

Auf eine Schöpfung durch einen Schöpfer wird in Kulten und Religionen die Ursache für den Anbeginn der Welt (Erste Ursache) zurückgeführt. In Anlehnung daran wird auch die erschaffene Welt (das Leben, die Erde, das Universum) als die Schöpfung bezeichnet.
Konzeptionen zur Erschaffung der Welt aus dem Nichts oder aus einem präexistenten Chaos gibt es in verschiedenen Religionen. Diese kosmogonischen Mythen setzen stets eine eigenständige personifizierte Macht (Gott) als Erklärungsgrund an, die aus eigenem Antrieb die Welt erschaffen habe. Ein Schöpfungsmythos ist somit eine zumeist theologische oder religiöse Erklärung zur Entstehung der Welt, des Universums oder des Ursprungs des Menschen.
Vor allem im Katholizismus, aber auch im Islam gibt es die Vorstellung, dass die Schöpfung nicht abgeschlossen sei, sondern sich als Creatio continua permanent fortsetze.
Die heutige naturwissenschaftliche Kosmologie erklärt die Existenz und Eigenschaften des Kosmos mit Hilfe physikalischer Prinzipien und Theorien. Der Begriff Schöpfung wird deshalb auch bewusst eingesetzt, um auf einen religiösen Hintergrund zu verweisen, etwa in der Rede von der Bewahrung der Schöpfung. Wenn zwischen der religiösen Rede von Schöpfung und der naturwissenschaftlichen Kosmologie ein Widerspruch gesehen und zugunsten der Schöpfungsidee entschieden wird, spricht man teilweise auch von Kreationismus.

## Typologie von Schöpfungsmythen
Der amerikanische Religionswissenschaftler Charles H. Long (1926–2020) unterscheidet in seinem Standardwerk Alpha: The Myths of Creation (1983) fünf Typen von Schöpfungsgeschichten. Die folgende phänomenologische Typologie wird bis heute verwendet:
- Emergenzmythen: Die Menschen treten aus der Erde – zum Beispiel aus einem Loch – oder aus einer Erdmutter hervor, die später zu Erde wird. Ein befruchtender Himmelsgott kann ein Teil des Mythos sein. Die Betonung liegt hier auf der Entstehung des Menschen, es handelt sich also eher um eine Anthropogonie als um eine Kosmogonie.
- Mythos der Ureltern: Die Welt entsteht aus Vereinigung und Teilung eines primordialen Elternpaares, zum Beispiel der Erdmutter und des Himmelsvaters, die ursprünglich eine Einheit darstellten. Manchmal wird die Erdmutter (oder in der nordischen Mythologie der Riese Ymir) geopfert; aus ihren Körperteilen gehen die Teile der Welt hervor. Zu diesem Typus gehören der altindische Mythos vom Urmenschen Purusha und der babylonische Tiamat-Mythos
- Schöpfung aus dem Chaos oder aus dem Ur-Ei: Die Welt wird aus einer vorher existierenden undifferenzierten Masse (prima materia) oder aus einem Ei geschaffen. Dieses Material hat kein Schöpfergott geschaffen.
- Schöpfung aus dem Nichts: Diese Vorstellung setzt einen Schöpfergott voraus, der schon immer existiert. Sie ist nicht nur in den monotheistischen Religionen verbreitet.
- Erdtauchermythen: Hierbei schickt ein Gott Tiere in die Tiefe des Wassers, um die prima materia heraufzuholen. Der Schwerpunkt der Erklärung liegt auf der Erschaffung der Erde, nicht des Kosmos. Dazu zählen die Mythen der indigenen Völker Arizonas und New Mexicos.

## Schöpfungsmythen in den Religionen

### Alter Orient
Als älteste bekannte Schöpfungsmythen der westlichen Welt gelten die der Sumerer mit den auch später in der Bibel auftauchenden Motiven. Diese Mythen, beispielsweise die Erschaffung des Menschen, wurden in angepasster Form von den eindringenden Semiten übernommen.

#### Atraḫasis-Epos
Das Atraḫasis-Epos entstand wahrscheinlich um oder vor 1800 v. Chr. Das Epos, das verschiedene sumerische Themen künstlerisch kombiniert und ältere mythologische Vorstellungen beinhaltet, hatte keine sumerische Dichtung als Grundlage. Tafel 1 trägt den Titel „Als die Götter (noch) Menschen waren“. Die Geschichte, die in vielen ähnlichen Versionen existiert, handelt unter anderem vom Beschluss der Anunna, die Menschen als nachfolgende Generation der ebenfalls göttlichen Igigu zu erschaffen:

„Du (Nintu) bist der Mutterleib, der die Menschen erschafft; erschaffe den Urmenschen, dass er das Joch auf sich nehme. Er nehme das Joch auf sich, das Werk des Enlil; den Tragkorb des Gottes trage der Mensch … Geschtu’e, den Gott der Planungsfähigkeit schlachteten sie (die Götter) in ihrer Versammlung. Mit seinem Fleisch und Blut überschüttete Nintu den Lehm. Für all die zukünftigen Tage … wurde nun aus dem Fleisch der Götter der Widimmu … Die Igigu, die großen Götter, spieen Speichel auf den Lehm … Mami/Nintu tat ihren Mund auf und sprach: Eure (Igigu) schwere Mühsal schaffte ich ab, euren Tragkorb legte ich den Menschen auf.“

#### Gilgamesch-Epos
Das Gilgamesch-Epos stammt aus dem babylonischen Raum. Es erzählt von den Heldentaten Gilgameschs und seiner Freundschaft mit dem von der Göttin Aruru erschaffenen menschenähnlichen Wesen Enkidu, thematisiert aber vor allem seine Suche nach Unsterblichkeit. Das Epos gilt als die erste Dichtung, welche die Loslösung von den Göttern, zugleich aber auch die Angst vor der Vergänglichkeit des Lebens thematisiert.
Das Gilgamesch-Epos enthält zahlreiche Parallelen zur biblischen Überlieferung. So erinnert die Figur des biblischen Noach stark an den göttlich auserwählten Helden Uta-napišti. Im 1. Buch Mose, Kapitel 6  findet sich auch das Motiv von Engeln, die sich auf der Erde materialisiert haben und Beziehungen mit Menschenfrauen eingegangen sind.

#### Enūma eliš
Übersetzt bedeutet Enūma eliš „Als oben [der Himmel noch nicht genannt war]“. Es ist nicht nur der Name, sondern auch der Beginn des babylonischen Weltschöpfungsmythos und Lehrgedichts.
Als Babylon innerhalb der Städte Mesopotamiens eine Vormachtstellung einnahm, gewann die Stadtgottheit Marduk innerhalb des sumerisch-akkadischen Pantheons ebenfalls an Bedeutung. Dies wurde verdeutlicht, indem Marduk in den Weltschöpfungsmythos mit eingebunden wurde. Das Werk diente fortan zur ideologischen Untermauerung des babylonischen Herrschaftsanspruches.
Im Mythos wird die embryonale Welt geschildert, wie die Erde geschaffen wurde. Hier sind Abzu („der Uranfängliche“) und Tiamat („die sie alle gebar“; dargestellt als ein Seeungeheuer) die ersten Daseinsformen, lange vor der Schöpfung. Es entstehen mehrere Götter, über die jedoch außer den Namen nichts bekannt ist. Später werden Abzu und Tiamat in einem Götterkampf von den jungen Göttern der neuen Generationen gestürzt.

### Antikes Griechenland
In der Theogonie (Geburt der Götter) des Hesiod (um 700 v. Chr.) wird beschrieben, wie der Kosmos seinen Anfang nimmt mit dem Erscheinen von sechs Urgottheiten. Das sind Chaos, Gaia, Tartaros, Eros, Erebos und Nyx. Gaia gebiert aus sich selbst heraus Uranos, den Himmel, die Ourea, die Berge, und Pontos, das Meer. Mit Uranos gebiert sie die Titanen, die Vorfahren der Olympischen Götter und aus sich selbst das Menschengeschlecht.
Platon sieht die Welt von einem Demiurgen (göttlicher „Handwerker“) geschaffen.
Aristoteles nimmt einen unbewegten Erstbeweger („primum movens“) als Anfangspunkt jeder Bewegung an.
Seit der Antike kreist die philosophische Diskussion besonders auch um die Frage der Schöpfung aus dem Nichts (creatio ex nihilo). Demgegenüber steht die Aussage „Ex nihilo nihil fit“ („Aus nichts entsteht nichts“), die zuerst beim Vorsokratiker Melissos auftaucht und von Aristoteles übernommen wurde.

### Zoroastrismus
Im Zoroastrismus, der von Zarathustra gestifteten iranischen Religion, ist Ahura Mazda der Schöpfergott, der zuerst die geistige Welt (Menok bzw. menog) und dann die materielle Welt (Geti bzw. getig) erschaffen hat; er verkörpert die Macht des Lichts, ist Schöpfer und Erhalter der Welt und der Menschheit und ist der Gott der Fruchtbarkeit der Lebewesen. Das Lob des Gottes Ahura Mazda als Schöpfer der Welt ist im Yasna, der wichtigsten Schrift des Avesta, bereits im ersten Vers des ersten Kapitels und durchgängig zu finden, darunter bereits in den ältesten, vermutlich auf Zarathustra selbst zurückgehenden Gathas.
Im Buch Vendidad, welches zu den jüngeren Büchern der Avesta gezählt wird (Entstehungszeit umstritten) sowie in dem nochmals deutlich später (ca. 800 n. Chr.) auf mittelpersisch niedergeschriebenen, aber vermutlich auf älteren Überlieferungen fußenden Bundahischn wird die Schöpfung des guten Gottes Ahura Mazda (mittelpersisch: Ohrmazd) durch den Teufel Angra Mainyu (mittelpersisch: Ahriman) konkurrenziert, der viele Übel schuf. Ahura Mazda lässt ihn gewähren, legt aber eine Frist von 3000 Jahren fest, bis sie wirksam werden können, und eine Frist von weiteren 3000 Jahren, bis er das Werk des Teufels wieder vernichten lässt.
Zarathustras Lehren sind während der (viele Jahrzehnte dauernden) Beendigung des Babylonischen Exils, als der Staat Israel mit der Unterstützung Persiens neu gegründet wurde, auch in das Judentum eingeflossen. Speziell die Begriffe Himmel und Hölle waren im Judentum vorher unbekannt; Satan als Gegenspieler Gottes geht vermutlich auf Ahriman zurück, und Engel sind auch im Zoroastrismus bekannt. Sie werden dort Malakhim und Daeva genannt. Auch die in diese Zeit fallende Konkretisierung Endzeiterwartung geht wahrscheinlich auf die zoroastrische Lehre zurück, nach der Gott Ahura Mazda dem Teufel Ahriman nur eine Zeit von dreitausend Jahren zugesteht, sein Unwesen zu treiben, und verspricht, sein ursprünglich perfektes Reich danach wiederherzustellen.

### Altes Testament
„Bei keinem anderen Thema“, so der Exeget Jörg Jeremias, „sah das biblische Israel eine größere Notwendigkeit, sich von den Religionen seiner Umwelt abzugrenzen, als bei seinen Schöpfungstexten, weil in ihnen eine grundsätzliche Deutung der Welt als ganzer und des Wesens des Menschen stattfindet.“
Die Bibel nennt Gott den Schöpfer. Beispiele:
- „Denn so spricht der HERR, der den Himmel geschaffen hat – er ist Gott; der die Erde bereitet und gemacht hat – er hat sie gegründet; er hat sie nicht geschaffen, dass sie leer sein soll, sondern sie bereitet, dass man auf ihr wohnen solle: Ich bin der HERR, und sonst keiner mehr.“ Jesaja 45,18 EU
- „Denn siehe, er ist’s, der die Berge macht und den Wind schafft; er zeigt dem Menschen, was er im Sinne hat. Er macht die Morgenröte und die Finsternis …“ Amos 4,13 EU

Diese Vorstellung von einem Schöpfergott ist in den zwei ersten Kapiteln zu Beginn des Buches Genesis (griech. „Ursprung“, „Entstehung“) ausformuliert, die gemäß der Bibelkritik von verschiedenen Autoren aus verschiedenen Zeiten stammen. Die beiden Texte unterscheiden sich auch deutlich in ihrer sprachlichen Form. Der (jüngere) Text in Gen 1,1ff. (siehe nächstes Unterkapitel) kann als Hymne beschrieben werden, während der Text in Gen 2,4b eine Erzählung ist.
Das hebräische Wort ברא bará´ und das griechische Wort κτίζω ktízo, die beide „schaffen“, „erschaffen“ bedeuten, werden in der Bibel nicht nur im Sinne von Creatio ex nihilo verwendet, die als Konzept erstmals in 2 Makk 7,28  erscheint, sondern auch mit Bezug auf das schöpferische, mühelos ausgeführte Handeln Gottes, welches völlig Neues, bisher nicht Gewesenes hervorbringt, gebraucht. In verschiedenen Segenssprüchen, insbesondere beim Kiddusch am Schabbat, wird Gott als boré (Schöpfer) angesprochen.

#### Schöpfungstexte des Buches Genesis

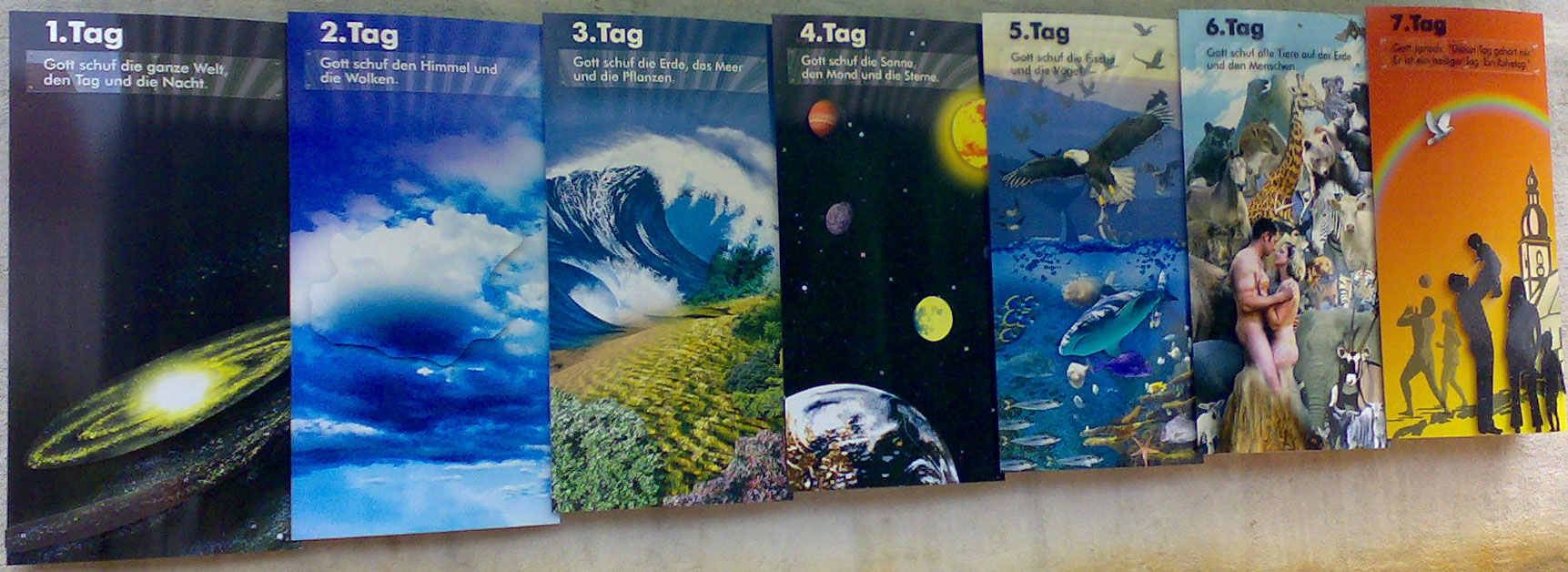
Illustration der Schöpfungslehre aus dem 1. Buch Mose

Augenscheinlich liefert das Buch Genesis zwei Schöpfungstexte.
In Genesis 1,1–2,4a  wird in stark formalisierter Sprache das Sechstagewerk beschrieben. Nach den meisten jüdischen Kommentatoren ist die Einleitung der Schöpfungsgeschichte als Temporalsatz zu verstehen: Als Gott begann, Himmel und Erde zu erschaffen, die Erde öd und wüst war und Finsternis auf der Fläche des Abgrundes … da sprach Gott: Es werde Licht! Und es ward Licht. Am Anfang eines jeden Tages steht das Wort Gottes, gefolgt von der Bestätigung „und es geschah so“. Gott betrachtet sein „Tageswerk“ und „sah, dass es gut war“ (außer am zweiten Tag „und es rief Gott dem Gewölbe: Himmel und es wurde Abend und es wurde Morgen“). Am Vorabend des jeweiligen Tages wird aus „Abend und Morgen“ der nächste Tag, mit kleinen formalen Unterschieden: im hebräischen Urtext steht beim ersten Mal nicht, wie in manchen Bibelübersetzungen, der erste Tag, sondern die Kardinalzahl ein Tag, und der abschließende sechste Tag wird durch den bestimmten Artikel hervorgehoben. Im ersten Kapitel der Genesis wird die Erschaffung des gesamten Universums beschrieben, der Mensch wird am sechsten Tag erschaffen. Ihm kommt eine besondere Bedeutung zu, da er als letztes Lebewesen und als ein Ebenbild Gottes geschaffen wurde.
Eine sehr ähnliche Schöpfungsgeschichte gab es in der ägyptischen Stadt Memphis: Der Gott Ptah, Gott der Handwerker und Baumeister, erschafft durch seine Zunge und sein Herz den Sonnengott Atum. Die memphitische Theologie ist die früheste bekannte Theologie, die auf dem Prinzip des Logos beruht, der Schöpfung durch das Wort und die Rede. Auch die „Lehre für Meri-Ka-Re“ enthält Ähnlichkeiten mit den biblischen Schöpfungsgeschichten.
Direkt darauf (Gen 2,4b–3,24 ) folgt die Erzählung von Adam und Eva im Garten Eden, sowie die Vertreibung aus dem Paradies. Gemeinsam ist beiden Texten, dass die Welt als Werk eines einzigen Gottes dargestellt wird (Monotheismus). Allerdings unterscheiden sich die beiden Texte deutlich im Ablauf des Geschehens: Während in Gen 1,1–2,4a  der Mensch (als Mann und Frau) erst am Ende erschaffen wird, wird Adam in Gen 2,4bff  am Anfang geschaffen. Bäume, Tiere und die Frau kommen erst später hinzu.
Zwischen den beiden Schöpfungsberichten und dem babylonischen Schöpfungsmythos Enūma eliš gibt es auffallende Ähnlichkeiten. Die Übersetzung der Einleitung der Schöpfungsgeschichte als Temporalsatz in der Form Als … da … findet Parallelen in den Einleitungssätzen mesopotamischer Epik. Thematische Bezüge zur Schöpfung des Weltalls finden sich in so trivialen Texten wie der „Beschwörung eines Zahnschmerzes“, aber auch in so einem bedeutenden Werk wie der sumerischen Königsliste.
Das hebräische Wort Tehom, im zweiten Satz von Genesis für den „Abgrund“ verwendet, geht etymologisch auf denselben Ursprung wie die babylonische Göttin Tiamat zurück. Damit wird jedoch kein personifiziertes Wesen, sondern ein abstrakter Begriff bezeichnet. Im Gegensatz zum babylonischen Schöpfungsmythos enthalten die biblischen Schöpfungsgeschichten keine Beschreibung eines Götterkampfs und keinen Hinweis auf eine Existenz vor der Schöpfung. Dies ist wohl auch der Grund, weshalb in Gen 1,21  die „großen Seeungeheuer“ gesondert erwähnt werden – um zu betonen, dass auch sie von Gott erschaffen wurden.
Gemäß der Mischna (Chagiga 2, 1) ist es verboten, zwei Personen in der Einleitung des 1. Buches Mose zu unterrichten, sofern diese Schüler nicht weise und fähig sind, den Stoff selbst zu verstehen. Das Studium der Schöpfungsgeschichte gehört folglich im Judentum zum esoterischen Bereich (hebr. sod – „Geheimnis“), das nur unter einschränkenden Bedingungen, beispielsweise erst ab einem gewissen Alter, möglich ist.

#### Schöpfung in den Sprüchen Salomos
Im Buch der Sprichwörter findet sich eine weitere Darstellung der Schöpfung. Die personifizierte Weisheit spricht dort:

„Der Herr hat mich geschaffen im Anfang seiner Wege, vor seinen Werken in der Urzeit; in frühester Zeit wurde ich gebildet, am Anfang, beim Ursprung der Erde. Als die Urmeere noch nicht waren, wurde ich geboren, als es die Quellen noch nicht gab, die wasserreichen. Ehe die Berge eingesenkt wurden, vor den Hügeln wurde ich geboren. Noch hatte er die Erde nicht gemacht und die Fluren und alle Schollen des Festlands. Als er den Himmel baute, war ich dabei, als er den Erdkreis abmaß über den Wassern, als er droben die Wolken befestigte und Quellen strömen ließ aus dem Urmeer, als er dem Meer seine Satzung gab und die Wasser nicht seinen Befehl übertreten durften, als er die Fundamente der Erde abmaß, da war ich als geliebtes Kind bei ihm. Ich war seine Freude Tag für Tag und spielte vor ihm allezeit. Ich spielte auf seinem Erdenrund und meine Freude war es, bei den Menschen zu sein.“

Die personifizierte Weisheit, im Christentum als Sophia mit dem Heiligen Geist gleichgesetzt, spielt sowohl in der Gnosis als auch in der Kabbala eine wichtige Rolle. Als eine der Emanationen des ursprünglichen alleinigen und nicht-erkennbaren obersten Gottes hat sie dem materiellen menschlichen Geschöpf der weiteren göttlichen Emanation, des Demiurgen Jaldabaoth, Geist und damit das ihn vom Tier Unterscheidende eingeblasen.
In der Kabbala ist Chochma (Weisheit) ebenfalls eine der göttlichen Emanationen, die hier Sephiroth genannt werden. Im kabbalistischen Baum des Lebens steht die Weisheit unter Kether („Krone“) an zweiter Stelle.

### Christentum

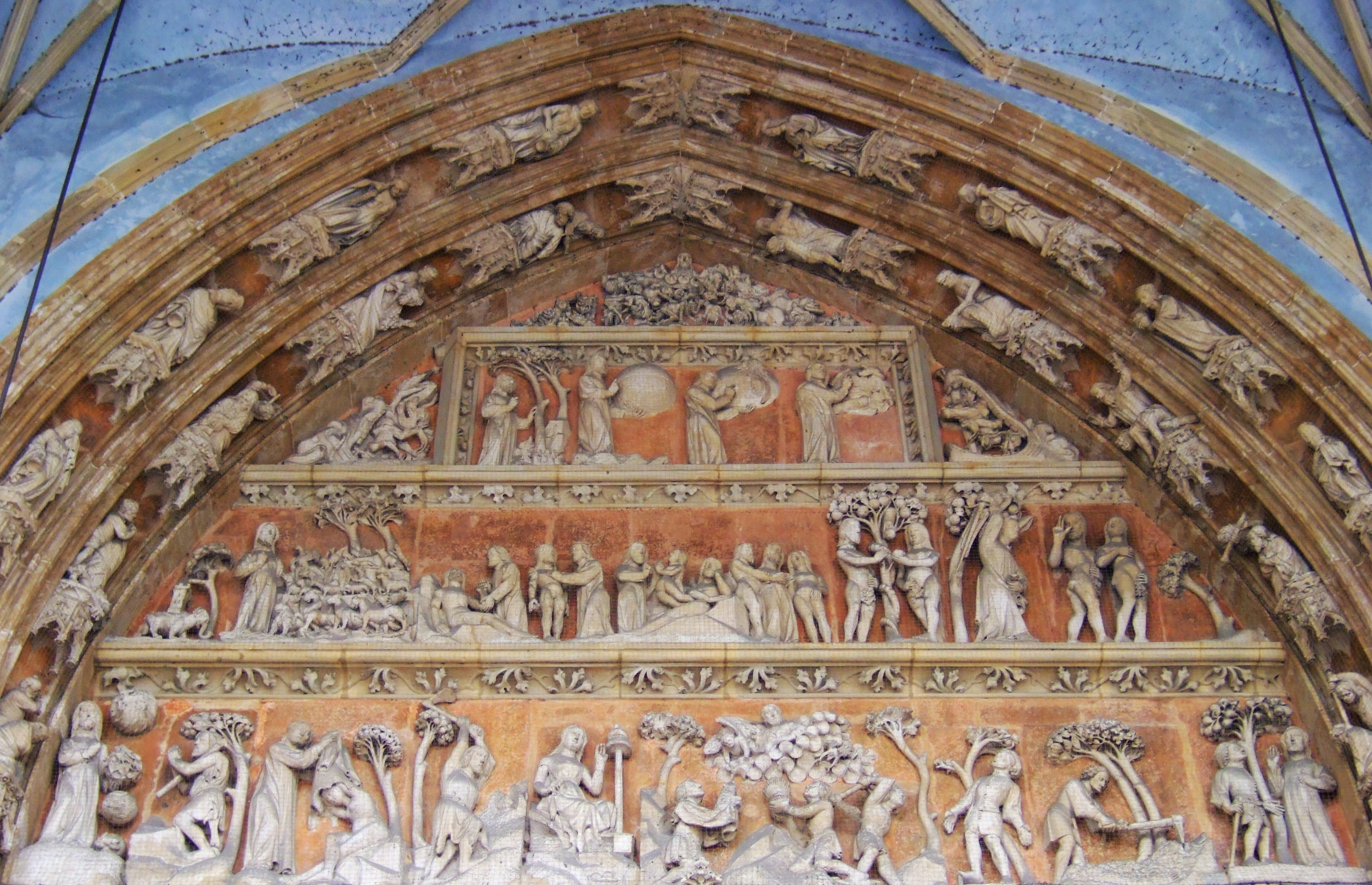
Darstellung der Schöpfung am Westportal des Ulmer Münsters

Das Neue Testament übernimmt die alttestamentliche Vorstellung von Gott als Schöpfer, spricht jedoch zudem von der Menschwerdung Gottes in Christus. Der Schöpfer (der Vater) sowie Jesus Christus als Sohn Gottes offenbaren sich im Heiligen Geist, um in geistiger Form gegenwärtig zu sein. Im Prolog des Johannesevangeliums, einer Variation des Schöpfungsmythos aus der Genesis, wird der Logos mit Gott gleichgesetzt.
Im Kolosserbrief wird über Jesus als Mitschöpfer folgendes gesagt:

„Er ist Bild des unsichtbaren Gottes, der Erstgeborene der ganzen Schöpfung. Denn in ihm wurde alles erschaffen im Himmel und auf Erden, das Sichtbare und das Unsichtbare, Throne und Herrschaften, Mächte und Gewalten; alles ist durch ihn und auf ihn hin erschaffen. Er ist vor aller Schöpfung und in ihm hat alles Bestand. Er ist das Haupt, der Leib aber ist die Kirche. Er ist der Ursprung, der Erstgeborene der Toten; so hat er in allem den Vorrang.“

Im Glaubensbekenntnis wird Gott als „Schöpfer des Himmels und der Erde“ (factor coeli et terrae) bezeichnet.

### Islam
Im Koran finden sich in zahlreichen Abschnitten Zitate aus der Schöpfungsgeschichte der jüdisch-christlichen Tradition. Da aber im Koran nicht die Erzählung der Geschichte selbst im Vordergrund steht, sondern die Geschichte nur der Illustration der eigentlichen Botschaft dienen soll, erscheinen Einzelheiten in vielen Suren und wiederholen sich teilweise. Beispiele dafür sind Sure 21, 30–33; Sure 32, 4–9; Sure 41, 9–12; Sure 7, 54; Sure 10, 3. Quelle ist dabei zum Teil die biblische Schöpfungsgeschichte. So wird zum Beispiel auf das Sechstagewerk verwiesen – in Sure 7,54; 10, 3; 11, 7; 25, 59 und 32, 4. Aber auch Traditionen, die man nur in außerbiblischen jüdischen oder christlichen Schriften findet, werden im gesamten Koran zitiert; so findet sich zum Beispiel die Geschichte über den Fall Satans in Sure 38, 73ff. in den außerbiblischen Schriften Leben Adams und Evas und Schatzhöhle, nicht aber in der Genesis überliefert sind. Einige wenige Stellen, zum Beispiel Sure 31, 10, sind nicht in der christlichen oder jüdischen Tradition überliefert, könnten aber zur Zeit der Niederschrift des Korans den arabischen Christen ebenfalls bekannt gewesen sein.
Mehrere Begriffe, die in der islamischen Theologie zu den 99 Namen Gottes gerechnet werden, bezeichnen Gott als Schöpfer. Dazu gehören die Begriffe al-Badīʿ' (arabisch البديع) sowie al-Bāriʾ (البارئ), der auf das hebräische, in der Genesis verwendete Verb bārā zurückgeht. Im Koran wird der synonyme Begriff al-Chāliq (الخالق) über 200 Mal verwendet. Das entsprechende Verbalsubstantiv Chalq („Schöpfung“) bezeichnet sowohl die göttliche Handlung als auch das Schöpfungswerk selbst.
Eine besondere Rolle spielte in der islamischen Geschichte die Frage, ob der Koran erschaffen und somit kritisierbar sei, wie dies die Muʿtazila vertrat, oder ob er als Kalām (Logos) von Anfang an in der Welt vorhanden gewesen sei. Zur Zeit der Herrschaft der Mutaziliten in Bagdad im frühen 9. Jahrhundert erreichte sie eine besondere Brisanz, als die Kadis mit inquisitorischen Mitteln (Mihna) darüber befragt wurden, ob sie an die Ewigkeit Gottes und an die Erschaffenheit des Korans glaubten.

### Buddhismus
Die Texte des Theravada-Buddhismus (Pali-Kanon) kennen Gottheiten, die sich selbst als ungeborene, unvergängliche also ewige Schöpfer der Welt verstehen (Brahmas). Dort ist es dem Buddha Siddhartha Gautama und einigen seiner Anhänger auch möglich, mit diesen Gottheiten in Kontakt zu treten. Es wird jedoch deutlich, dass die Brahmas hinsichtlich ihrer Allmächtigkeit und Unvergänglichkeit einem Irrtum unterliegen. Vielmehr sei ihnen aufgrund ihrer sehr langen Lebensdauer die Erinnerung an ihren Ursprung verloren gegangen und auch gibt es Daseinsbereiche, die ihnen unzugänglich sind (siehe zum Beispiel Brahmanimantaṇika Sutra, Majjhima Nikāya 49, Pali-Kanon).
Die Vorstellung einer wie auch immer gearteten Schöpfung und die eines Schöpfers, sei es nun eine göttliche Wesenheit oder ein abstraktes Prinzip, wird im Buddhismus letztlich ignoriert oder als nebensächlich behandelt. Buddha Siddhartha Gautama selbst begründete dieses damit, dass die Beschäftigung mit solchen unergründlichen Fragen im religiösen Leben letztlich keinen Erkenntnisgewinn bringt und er deshalb nichts darüber sagen werde. Neben einigen anderen Fragen (wie zum Beispiel nach einer präzisen Darstellung der Wirkung von Karma) seien die Fragen nach Schöpfung und Herkunft des Lebens prinzipiell nicht sinnvoll oder vollständig zu beantworten und erzeugten lediglich Verwirrung bis hin zum Wahnsinn (siehe Acintita Sutta, Anguttara Nikāya 4.77, Pali-Kanon).
Zur Verdeutlichung existiert ein bekanntes Gleichnis: Es schildert die Situation eines Mannes, der bei einem unerwarteten Attentat von einem vergifteten Pfeil getroffen wird. Der herbeigerufene Arzt fragt zunächst wer den Pfeil abgeschossen hat (vgl. Gottesbeweis), aus welcher Richtung der Pfeil kam (Herkunft der Welt), warum der Schütze geschossen hat (aus welchem Grund wurde die Welt erschaffen, vgl. auch Theodizee) und so weiter. Aus buddhistischer Sicht liegt die Gefahr aber darin, dass über all diesen Fragen und Erklärungen das Herausziehen des Pfeils versäumt wird und der Angeschossene stirbt, bevor er sein Leben oder das Anderer retten kann (vgl. Cūḷamāluṅkya Sutta, Majjhima Nikāya 63, Pali-Kanon).

### Weitere Schöpfungsmythen
Schöpfungsmythen gibt es seit Anbeginn der Menschheit auf sämtlichen Kontinenten. Hier eine Auswahl:
- Gylfaginning (nordische Mythologie)
- Izanagi und Izanami (japanische Mythologie)
- Das gute Krokodil (Timoresische Schöpfungsmythos)
- Pangu (chinesische Mythologie)
- Popol Vuh (Maya)
- Rangi und Papa (Mythologie der Māori)
- Germanische Schöpfungsgeschichte

## Philosophie und Theologie in Europa
Die bereits im Altertum vorliegenden Konzepte wirkten in Europas Geistesgeschichte weiter. Augustinus von Hippo argumentierte für eine fortdauernde Schöpfung (creatio continua), später unter anderem vertreten von René Descartes und Baruch de Spinoza. Friedrich Wilhelm Joseph Schelling verstand die Schöpfung als einen durch Gott in Gang gehaltenen sukzessiven Prozess.
Eine platonisch ausgerichtete Vorstellung vertrat Thierry von Chartres in De sex dierum operibus. Thomas von Aquin lehrte das Hervorgehen alles Seienden aus einer ersten Ursache. Nikolaus von Kues deutete die Welt als eine Ausfaltung (explicatio) des Wesens Gottes.
Im Zuge der Ausweitung naturwissenschaftlicher Erklärungsversuche auf Ursprungsfragen wurden diese naturwissenschaftlichen Zugänge im Rahmen der Theologie aufgegriffen. Im Spannungsfeld zwischen Evolutionstheorie und Kreationismus bzw. Intelligent Design wurde auch über die Rolle eines Schöpfergottes nachgedacht, und die Vorstellung eines Urknalls am Beginn des Universums wurde mit einem Schöpfungsakt in Verbindung gebracht.

### Religionsgeschichte
- R. J. Clifford: Creation Accounts in the Ancient Near East and in the Bible. Washington DC 1994.
- S. Henry: Israelite wisdom. Towards an ecological theology of creation. In: D. J. Muthunayagom (Hrsg.): Bible speaks today. Essays in honour of Gnana Robinson. Bangalore 2000, S. 173–180.
- Othmar Keel, Silvia Schroer: Schöpfung. Biblische Theologien im Kontext altorientalischer Religionen. Göttingen 2002.
- A. T. Khoury: Jüdisch-islamische Schöpfungslehren und ihr Auftrag an den Menschen. Vermehrung, Gestaltung, Verantwortung in der ihm anvertrauten Welt. In: Ordensnachrichten 39, 2000, S. 13–24.
- B. M. Linke (Hrsg.): Schöpfungsmythologie in den Religionen. Frankfurt am Main 2001.
- Charles H. Long: Alpha: The Myths of Creation. Oxford UP, 1983.
- G. P. Luttikhuizen: The demonic demiurge in Gnostic mythology. In: Chr. Auffarth, L. Stuckenbruck (Hrsg.): Fall of the Angels (= Themes in Biblical narrative. 6). Leiden/Boston 2003, S. 148–160.
- Monika Tworuschka, Udo Tworuschka: Als die Welt entstand. Schöpfungsmythen der Völker und Kulturen in Wort und Bild. Freiburg im Breisgau 2005.
- Jean-Marc Rouvière: Brèves méditations sur la création du monde. L’Harmattan, Paris 2006.
- Monika Tworuschka, Udo Tworuschka: Schöpfungsmythen. Darmstadt 2011.
- Ursprung. Vortragszyklus 1986/87 über die Entstehung des Menschen und der Welt in den Mythen der Völker, Museum für Völkerkunde, Frankfurt am Main 1987.
- Peter Schäfer: Die Schlange war klug. Antike Schöpfungsmythen und die Grundlagen des westlichen Denkens. C.H.Beck, München 2022, ISBN 978-3-406-79042-3.

### Exegese der biblischen und frühchristlichen Aussagen zur Schöpfung
- M. Dietrich: Die Menschenschöpfung im Garten Eden: ein mesopotamischer Mythos im Alten Testament. In: Mitteilungen für Anthropologie und Religionsgeschichte. 16, 2004, S. 21–33.
- D. Göbel: Die Entstehung des Lebenshauses in sechs Tagen (1 Mose 1,1–2,4). In: online-bibelkommentar.deDetlef Löhde: Die Schöpfungsgeschichte: Bericht oder gleichnishafte Erzählung? Groß Oesingen 1989, ISBN 3-922534-50-3.
- B. Janowski: Schöpfung. II. Altes Testament, in: RGG⁴ 7 (2004), 970–972.
- B. Janowski: Biblischer Schöpfungsglaube. Religionsgeschichte – Theologie – Ethik: Mit drei Anhängen und zahlreichen Abbildungen. Mohr Siebeck, Tübingen 2023.
- K. Löning, E. Zenger: Als Anfang schuf Gott. Biblische Schöpfungstheologien. Düsseldorf 1997.
- H. P. Müller: Schöpfungsmythen – literarisch und theologisch – mit Anschlußerörterungen. In: Zeitschrift für Theologie und Kirche. 101, 2004, S. 506–525.
- W. Schrage: Schöpfung und Neuschöpfung in Kontinuität und Diskontinuität bei Paulus. In: Evangelische Theologie. 65, 2005, S. 245–259.
- Z. Shoukry: Schöpfung (NT). In: Das Wissenschaftliche Bibellexikon im Internet 2022, https://www.bibelwissenschaft.de/stichwort/53951/.
- Z. Shoukry: Die Erde erben: Schöpfung in der Didache – Terminologische, theologische und schöpfungsethische Aspekte. In: New Testament Studies 2024, https://doi.org/10.1017/S0028688523000474
- Z. Shoukry, Cosmos (κόσμος) in the Gospel of John: Humanity and the Nonhuman Creation. Journal for the Study of the New Testament 2025, 47(3), 422–436. https://doi.org/10.1177/0142064X241301102
- E. Strecker: Die Zeitbotschaft der Schöpfung (1 Mose 1,1–2,4). In: online-bibelkommentar.de
- O. Wischmeyer: Schöpfung. IV. Neues Testament, in: RGG⁴ 7 (2004), 973–974.

### Philosophie- und Theologiegeschichte
- K. Bannach: Pelagianismus in der franziskanischen Schöpfungstheologie? In: Freiburger Zeitschrift für Philosophie und Theologie. 49, 2002, S. 73–93.
- B. J. Brown: Bonaventure on the impossiblity of a beginningless world: why the traversal argument works. In: American catholic philosophical quarterly. 79, 2005, S. 389–409.
- T. P. Bukowski: Beyond Aristotle … and beyond Newton: Thomas Aquinas on an infinite creation. In: The Thomist. 68, 2004, S. 287–314.
- A. Dahm: Schöpfungstheologie bei Nikolaus von Kues: erste Ansätze in den frühen Predigten und ihre Fortführung in „De docta ignorantia“. In: Trierer theologische Zeitschrift. 113, 2004, S. 118–136.
- M. Hermann: Zwischen heidnischer und christlicher Kosmologie: Isidor von Sevilla und seine Weltanschauung. In: Analecta Cracoviensia. 34, 2002, S. 311–328.
- H. Hopig: Creatio ex nihilo. In: Jahrbuch Biblische Theologie. 12, 1997, S. 291–307.
- G. May: Schöpfung aus dem Nichts. Die Entstehung der Lehre von der creatio ex nihilo. Berlin 1978.
- I. Miller: Idolatry and the polemics of world-formation from Philo to Augustine. In: Journal of religious history. 28, 2004, S. 126–145.
- J. C. O’Neill: How early is the doctrine of creatio ex nihilo? In: The Journal of theological studies. 53, 2002, S. 449–465.
- O. H. Pesch: Schöpfungslehre und Schöpfungsperspektive in der Theologie des Thomas von Aquin. In: Kerygma und Dogma. 49, 2003, S. 2–23.
- A. Schmidt: Kreatürlichkeit: Geheimnis des Glaubens im Licht der Vernunft. Thomas von Aquin über Schöpfungsglauben und Seinsverständnis. In: Wissenschaft und Weisheit. 69, 2006, S. 211–229.
- N. J. Torchia: Creatio ex nihilo and the Theology of St. Augustine. The Anti-Manichaean Polemic and Beyond American (= University Studies VII/205). New York u. a. 1999.
- M. Voicu: L’idée de créationet sa représentation dans la renaissance du XII. siècle. Mutations d’un idéal. In: Revue des sciences religieuses. 76, 2002, S. 33–56.

### Theologische Schöpfungslehre
- Alexandre Ganoczy: Schöpfungslehre. In: W. Beinert (Hrsg.): Glaubenszugänge. Lehrbuch der Katholischen Dogmatik. Band 1. Paderborn 1995, S. 363–495.
- F. Gruber: Im Haus des Lebens. Eine Theologie der Schöpfung. Regensburg 2001.
- H. Kessler: Das Stöhnen der Natur. Plädoyer für eine Schöpfungsspiritualität und Schöpfungsethik. Düsseldorf 1990.
- G. Kraus: Welt und Mensch. Lehrbuch zur Schöpfungslehre (= Grundriß der Dogmatik. Nr. 2). Frankfurt 1997.
- C. Link: Gottesfrage und Schöpfungsglaube. Theologische Studien. Neukirchen-Vluyn 1997.
- C. Link: Schöpfung. Schöpfungstheologie in reformatorischer Tradition (= Handbuch Systematischer Theologie. 7/1). Gütersloh 1991.
- Jürgen Moltmann: Gott in der Schöpfung. Ökologische Schöpfungslehre. 4. Auflage. München 1993.
- D. Sattler, T. Schneider: Schöpfungslehre. In: Handbuch der Dogmatik. Band 1. 1992, S. 120–238.
- K. Schmid: Schöpfung (Themen der Theologie 4). Tübingen 2012.
- Walter Simonis: Über Gott und die Welt. Gottes- und Schöpfungslehre. Düsseldorf 2004, ISBN 3-491-70375-1.
- Alex Stock: Poetische Dogmatik. Schöpfungslehre. Band 1: Himmel und Erde. Paderborn 2010, ISBN 978-3-506-76897-1; Band 2: Menschen. Paderborn 2013, ISBN 978-3-506-77784-3.
- H. Wagner: Die Schöpfung – Der Wille Gottes zur Communio. In: Studienbücher Theologie: Dogmatik. Band 18. Stuttgart 2003, ISBN 3-17-016469-4, S. 376–435.

### Naturwissenschaft
- Albert Sonnenburg: Tellus oder die vorzüglichsten Thatsachen und Theorien aus der Schöpfungsgeschichte der Erde: für Freunde der Naturwissenschaft. Geisler, Bremen 1845 Digitalisat
- Carl Friedrich von Weizsäcker: Die Tragweite der Wissenschaft. Erster Band: Schöpfung und Weltentstehung. Die Geschichte zweier Begriffe. Hirzel, Stuttgart 1964. Ergänzte Neuauflage 1990 (7. Auflage 2006), ISBN 3-7776-1401-7.

### Belletristik
- Franco Ferrucci: Die Schöpfung. Das Leben Gottes von ihm selbst erzählt. Aus dem Italienischen von Herbert Schlüter und Stefan Richter, Hanser, München 1988, ISBN 3-446-14969-4.
- Ralf König: Prototyp. Rowohlt, Reinbek bei Hamburg 2008, ISBN 978-3-498-03542-6 (ursprünglich 2007 als 10-teilige Comicserie in der Faz erschienen).